# Charles Henry Dietrich
Pour les articles homonymes, voir Dietrich.
Charles Henry Dietrich, né le 26 novembre 1853 et mort le 10 avril 1924, est un homme politique républicain américain. Il est brièvement le 11e gouverneur du Nebraska en 1901, poste qu'il abandonne afin de devenir sénateur.

## Sources
- (en) Cet article est partiellement ou en totalité issu de l’article de Wikipédia en anglais intitulé « Charles Henry Dietrich » (voir la liste des auteurs).